# El príncipe Valiente (película de 1954)
El príncipe Valiente es una película estadounidense de 1954 dirigida por Henry Hathaway y protagonizada por Robert Wagner, Janet Leigh y James Mason.

## Argumento
Aguar, rey cristiano de Scandia, ha sido destronado por Sligon, un vikingo fanático del paganismo, traidor y asesino. No se conforma sólo con usurparle el trono sino que pretende matar a él y a toda su familia, incluido a su hijo Valiente, para luego matar a todos los cristianos de Scandia. Por ello Aguar se ha refugiado con su familia en Bretaña en una abadía con el consentimiento del rey Arturo con el que antes había tenido buenas relaciones. 
Con el paso del tiempo Valiente se ha convertido en un apuesto joven, al que su padre envía luego a la corte del rey Arturo para ser armado caballero y protegerlo así aún más. En el camino descubre un tratado secreto entre un misterioso caballero negro y un grupo de vikingos que sirven a su viejo enemigo, en el que le prometen a ese caballero 1000 vikingos a cambio del apresamiento de toda la familia de Aguar para entregarlos a ellos. 
Una vez habiendo eludido a ellos, Valiente, llegado a Camelot, la corte de Arturo, es recibido por Arturo, el cual, agradecido por la información, le nombra escudero. Es instruido luego por Sir Gawain, un amigo de la familia, para ser caballero y allí también se enamora de la princesa Aleta y viceversa. También conoce a Sir Brack, un hijo ilegítimo del rey anterior de Bretaña y de quien sospecha ser el caballero negro. Mientrastanto su familia es raptada y le dan la noticia. Teniendo que salvar solo a su familia por tener en ese momento problemas en la corte a causa de su relación con Aleta siendo él un escudero y por haber suplantado a Gawain en su favor en un torneo estando él en mal estado, él es atraído a una trampa por el caballero negro, que resulta ser realmente Sir Brack, el cual ansía el trono de Bretaña basándose en su derecho de nacimiento. Su plan es destronar a Arturo con la ayuda de ese ejército vikingo.
Entregado a los hombres de Sligon, Valiente es transportado a Scandia, donde, antes de matar a él y a su familia, quieren sacar de ellos los nombres de todos los cristianos de Scandia para poder matarlos luego sin problemas. Él sin embargo puede huir de su celda gracias a sus conocimientos del castillo real, donde había nacido. Con la ayuda de Boltar, un fiel aliado del rey Aguar cercano a Sligon, Valiente consigue derrumbar con fuego una muralla del castillo para que los guerreros cristianos de Scandia puedan bajo instrucción de Boltar tomar el castillo y detener esas ambiciones genocidas. También consigue en la lucha salvar a su familia y matar a Sligon.
Una vez que su padre vuelve a ser otra vez rey de Scandia, él regresa a Camelot para acusar a Sir Brack ante todos de traición y le informa también de haber desbaratado sus planes. Enfurecido y sediento de venganza Sir Brack le reta por ello a muerte según las reglas de la caballería bajo la mentira de haberle ofendido y Valiente acepta para acabar con sus actos criminales. En el posterior duelo él consigue matar a Sir Brack delante de una cruz cristiana, lo que es interpretado por todos como prueba de que Sir Brack es culpable de todos los cargos. 
Luego es nombrado en reconocimiento de sus acciones caballero de la tabla redonda y además él también puede casarse ahora con Aleta en su nuevo rango.

## Reparto

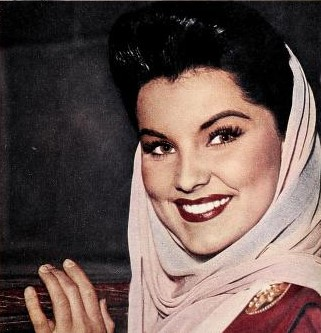
La Princesa Ilene (D. Paget)

- Robert Wagner - Príncipe Valiente
- Janet Leigh - Princesa Aleta
- Sterling Hayden - Sir Gawain
- James Mason - Sir Brack
- Debra Paget - Princesa Ilene
- Victor McLaglen - Boltar
- Donald Crisp - Rey Aguar
- Brian Aherne - Rey Arturo
- Primo Carnera - Sligon

## Producción
Inspirado en el doble éxito que la MGM había obtenido con Ivanhoe (1952) y Los caballeros del rey Arturo (1953) se decidió hacer esta la obra cinematográfica, basada en un cómic. Para hacerla se pagó al dibujante Hal Foster, creador del cómic, 50.000 dólares en concepto de derechos para poder hacerla.
La música que hizo Franz Waxman para la película tiene como intención mezclar romanticismo y épica en una historia que siempre camina entre ambas emociones.

## Recepción
Al principio la película no fue bien recibida ni en taquilla ni por los críticos. Incluso fue olvidada, pero más tarde la obra cinematográfica fue rescatada y con el tiempo se convirtió incluso en una película de culto que también empieza a ser apreciada por los críticos.